# کانر پرایس
کانر پرایس (به انگلیسی: Connor Price) (زاده ۱۱ نوامبر ۱۹۹۴) بازیگر کانادایی است.
از کارهای معروف او می‌توان به بازی در مجموعه منطقه مرده و فیلم فرشته سنگی اشاره کرد.